# Sarah Poyntz
Sarah Poyntz, née à New Ross en 1926 et morte le 14 septembre 2020, est une auteure et journaliste irlandaise.

## Biographie
Elle a fait ses études à l'abbaye de Loreto dans le comté de Wexford et à l'University College Dublin (UCD). Elle travaille d'abord comme enseignante en Angleterre, et est nommée directrice du département d'anglais à la Perse School for Girls de Cambridge, mais prend une retraite anticipée en raison de problèmes de santé. Elle acquiert ensuite une notoriété pour sa contribution pendant plus de 24 ans à la rubrique « Country Diary »  (Journal du pays) figurant sur le quotidien britannique The Guardian. Certaines de ces rubriques ont été publiées sous forme de livres.
Elle arrête sa carrière en décembre 2010 à l'âge de 84 ans, et meurt le 14 septembre 2020.